# Lutjanus ehrenbergii
Lutjanus ehrenbergii là một loài cá biển thuộc chi Lutjanus trong họ Cá hồng. Loài này được mô tả lần đầu tiên vào năm 1869.

## Từ nguyên
Từ định danh được đặt theo tên của Christian Gottfried Ehrenberg, nhà tự nhiên học và giải phẫu so sánh người Đức, người đã thu thập mẫu định danh của loài cá này.

## Phạm vi phân bố và môi trường sống
L. ehrenbergii có phân bố rộng khắp khu vực Ấn Độ Dương - Thái Bình Dương. Dọc theo vùng biển bao quanh bán đảo Ả Rập và Đông Phi, loài này có phạm vi trải dài về phía đông đến Fiji và Niue, ngược lên phía bắc đến Nam Nhật Bản, giới hạn phía nam đến Nam Phi và Úc. L. ehrenbergii cũng được ghi nhận tại vùng biển Việt Nam.
L. ehrenbergii trưởng thành sống trên các rạn san hô, còn cá con thường thấy ở vùng gian triều và khu vực cửa sông ngập mặn, độ sâu đến ít nhất là 20 m.

## Mô tả
Chiều dài cơ thể lớn nhất được ghi nhận ở L. ehrenbergii là 35 cm. Cá có màu nâu sẫm ở vùng lưng và thân trên, thân dưới và bụng màu trắng ánh bạc. Các vây có màu vàng. Hai bên lườn có các sọc ngang màu vàng. Một đốm đen lớn ở lưng, vị trí bên dưới ngay sau gai vây lưng.
Số gai ở vây lưng: 10; Số tia vây ở vây lưng: 13–14; Số gai ở vây hậu môn: 3; Số tia vây ở vây hậu môn: 8–9; Số tia vây ở vây ngực: 15–16; Số lược mang vòng cung thứ nhất: 16–21.

## Sinh học
Thức ăn của L. ehrenbergii là các loài cá nhỏ hơn và các loài động vật giáp xác.

## Thương mại
L. ehrenbergii được đánh bắt chủ yếu trong nghề cá thủ công.